# Turniej Izwiestii
Turniej Izwiestii (ros. Турнир приз газеты Известия – Turnir Priz Gaziety Izwiestija) – cykliczne międzypaństwowe rozgrywki w hokeju na lodzie organizowane w ZSRR o puchar redakcji dziennika „Izwiestija” z Moskwy.
Pierwotnie w 1967 zapoczątkowano turniej hokejowy z okazji 50. rocznicy rewolucji październikowej. Został on ponownie zorganizowany tylko raz. Od 1969 rozgrywki były organizowane jako Turniej Izwiestii, jako że patronat przejął moskiewski dziennik „Izwiestija”, czego orędownikiem był komentator sportowy Boris Fiedosow. Do 1973 turniej był rozgrywany corocznie w grudniu, a od 1974 we wrześniu. Ostatnia edycja turnieju została rozegrana w 1996.
Od 1997 nieformalnymi kontynuatorami turnieju były m.in. rozgrywki o Puchar Baltiki, Puchar Rosno oraz Puchar Pierwszego Kanału (ang. Channel One Cup), wchodzący w skład Euro Hockey Tour.

## Edycje
| Rok  | I miejsce      | II miejsce     | III miejsce      | IV miejsce        | V miejsce i dalsze                                            |
| ---- | -------------- | -------------- | ---------------- | ----------------- | ------------------------------------------------------------- |
| 1967 | ZSRR A         | ZSRR B         | Czechosłowacja B | Czechosłowacja A  | 5. Kanada 6. Polska                                           |
| 1968 | ZSRR A         | ZSRR B         | Finlandia        | –                 | –                                                             |
| 1969 | ZSRR           | Kanada         | Czechosłowacja   | Szwecja           | 5. Finlandia 6. NRD                                           |
| 1970 | Czechosłowacja | ZSRR           | Szwecja          | Finlandia         | Polska                                                        |
| 1971 | ZSRR           | Czechosłowacja | Finlandia        | Szwecja           | –                                                             |
| 1972 | ZSRR           | Czechosłowacja | Szwecja          | Finlandia         | Polska                                                        |
| 1973 | ZSRR           | Czechosłowacja | Finlandia        | Polska            | Szwecja                                                       |
| 1974 | Czechosłowacja | ZSRR           | Szwecja          | Finlandia         | –                                                             |
| 1975 | ZSRR           | Czechosłowacja | Szwecja          | Finlandia         | –                                                             |
| 1976 | ZSRR           | Szwecja        | Czechosłowacja   | Winnipeg Jets     | Finlandia                                                     |
| 1977 | Czechosłowacja | ZSRR           | Szwecja          | Finlandia         | Quebec Nordiques                                              |
| 1978 | ZSRR           | Czechosłowacja | NHL Future Stars | Szwecja           | Finlandia                                                     |
| 1979 | ZSRR           | Czechosłowacja | Finlandia        | Szwecja           | Kanada                                                        |
| 1980 | ZSRR           | Czechosłowacja | Finlandia        | Szwecja           | –                                                             |
| 1981 | ZSRR           | Czechosłowacja | Finlandia        | Szwecja           | –                                                             |
| 1982 | ZSRR           | Finlandia      | Czechosłowacja   | Szwecja           | RFN                                                           |
| 1983 | ZSRR           | Czechosłowacja | Szwecja          | Finlandia         | Kanada                                                        |
| 1984 | ZSRR           | Czechosłowacja | Finlandia        | Szwecja           | RFN                                                           |
| 1985 | Czechosłowacja | ZSRR           | Szwecja          | Kanada            | Finlandia                                                     |
| 1986 | ZSRR           | Kanada         | Szwecja          | Czechosłowacja    | Finlandia                                                     |
| 1987 | Czechosłowacja | ZSRR           | Szwecja          |                   |                                                               |
| 1988 | ZSRR           | Szwecja        | Czechosłowacja   | Kanada            | Finlandia                                                     |
| 1989 | ZSRR           | Czechosłowacja | Finlandia        | Kanada            | 5. RFN 6. Szwecja                                             |
| 1990 | ZSRR           | Szwecja        | Czechosłowacja   | Finlandia         | Kanada                                                        |
| 1991 | nie rozgrywany | nie rozgrywany | nie rozgrywany   | nie rozgrywany    | nie rozgrywany                                                |
| 1992 | Rosja II       | Czechosłowacja | Rosja I          | Szwecja           | 5. Finlandia, Szwajcaria 7. Kanada, RFN                       |
| 1993 | Rosja I        | Rosja II       | Szwecja          | Stany Zjednoczone | 5. Czechy, Francja 7. Finlandia, Kanada 9. Norwegia, Białoruś |
| 1994 | Rosja          | Czechy         | Finlandia        | Szwecja           | 5. Włochy, Norwegia 7. Francja, Szwajcaria                    |
| 1995 | Rosja          | Czechy         | Szwecja          | Kanada            | Finlandia                                                     |
| 1996 | Szwecja        | Rosja          | Finlandia        | Czechy            | Kanada                                                        |

### 1970
- Termin: 6–13 grudnia 1970.
- Uczestnicy: Czechosłowacja, Finlandia, Polska, Szwecja, ZSRR.
- Na przełomie października i listopada 1970 organizatorzy zaprosili do występu w Turnieju Izwiestii reprezentację Polski, po raz pierwszy w edycji turnieju pod patronatem moskiewskiego dziennika, uzależniając to jednak od wyników polskiej kadry w nadchodzących eliminacyjnych spotkaniach z reprezentacją NRF o prawo gry w Grupie A mistrzostw świata[4] (jeden z tych meczów Polska przegrała 3:6[5]).
- Zwycięzca: Czechosłowacja[6]
- Najlepszym bramkarzem turnieju został uznany Polak Andrzej Tkacz.

### 1971
Trzy pierwsze drużyny zgromadziły w turnieju jednakową liczbę punktów, a o kolejności decydował bilans bramkowy.

### 1972
W zakończonym 23 grudnia 1972 turnieju w ostatnich meczach ZSRR pokonał Czechosłowację 8:4 (1:1, 4:3, 3:0), a Polska zremisowała ze Szwecją 2:2 (2:0, 0:1, 0:1).

### 1973
- W zakończonym 21 grudnia 1973 turnieju w ostatnich meczach ZSRR pokonał Czechosłowację 7:1 (0:1, 3:0, 4:0), a w ostatnim meczu Polska zremisowała z Finlandią 1:1 (0:1, 0:0, 1:0) po golu Stefana Chowańca w 54 min., zajmując tym samym czwarte miejsce (Finlandia zajęła trzecie przez lepszą różnicę bramek) – najlepszą pozycję w historii swoich występów w turnieju[9].
- Najlepsi zawodnicy turnieju: bramkarz – Jiří Holeček (Czechosłowacja), obrońca – Aleksandr Gusiew (ZSRR), napastnik – Walerij Charłamow (ZSRR)
- Najskuteczniejszy zawodnik: Boris Michajłow (ZSRR) – 9 punktów za 4 gole i 5 asyst
- W trakcie ostatniego meczu turnieju po raz ostatni w sposób symboliczny jako czynni zawodnicy zagrali w barwach reprezentacji radzieccy hokeiści Aleksandr Ragulin, Anatolij Firsow i Witalij Dawydow[10].